# 拉敦特峰
46°43′21″N 9°57′29″E / 46.72250°N 9.95806°E

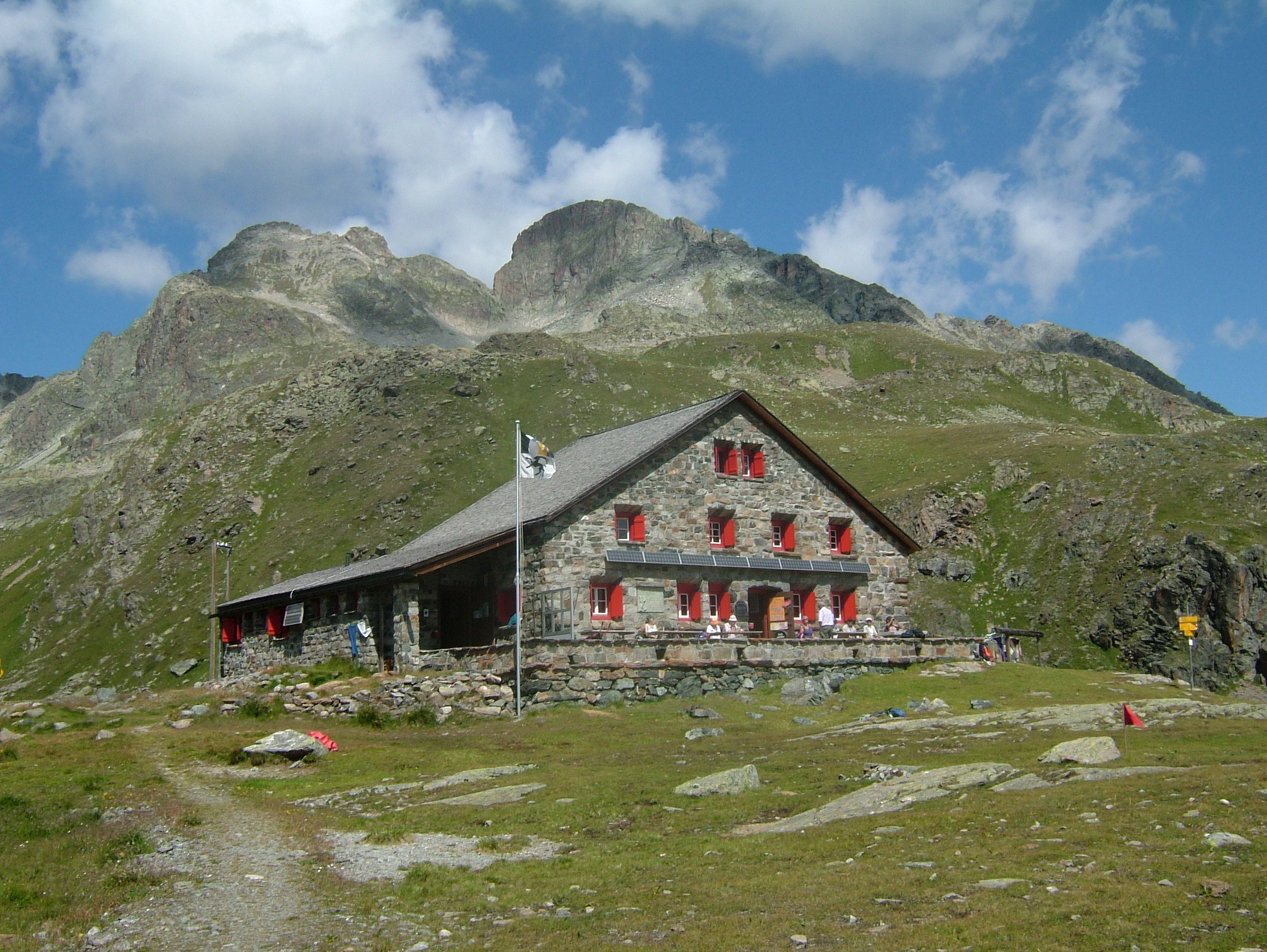

拉敦特峰（Piz Radönt），是瑞士的山峰，位於該國東南部，由格勞賓登州負責管轄，屬於阿爾布拉山脈的一部分，海拔高度3,065米，每年平均降雨量1,367毫米。